# Lonchaea viriosa
Lonchaea viriosa är en tvåvingeart som beskrevs av Mcalpine 1960. Lonchaea viriosa ingår i släktet Lonchaea och familjen stjärtflugor.
Artens utbredningsområde är Zimbabwe. Inga underarter finns listade i Catalogue of Life.